# Coupe d'Asie des clubs champions 1987
Navigation
Édition précédente Édition suivante
La Coupe d'Asie des clubs champions 1987-1988 voit le sacre du club japonais de Yomiuri FC, à la suite du forfait des Saoudiens d'Al-Hilal FC en finale. C'est le premier succès en Coupe d'Asie pour le club et le second succès consécutif pour une équipe japonaise.

## Tours préliminaires

### Groupe 1
Le groupe 1 rassemble les champions d'Iran, de Syrie, de Jordanie et du Yémen. Pour une raison indéterminée, aucun match n'a lieu (exclusion ou forfait des équipes), et aucune formation n'est donc qualifiée pour les demi-finales.

### Groupe 2
- Matchs disputés à Koweït City au Koweït, dans le cadre de la Coupe du golfe des clubs champions 1987.

| Rang | Équipe              | Pts | J | G | N | P | Bp | Bc | Diff |  | Résultats (▼ dom., ► ext.) |  |     |     |     |     |
| ---- | ------------------- | --- | - | - | - | - | -- | -- | ---- |  | -------------------------- |  | --- | --- | --- | --- |
| 1    | Kazma Sporting Club | 6   | 4 | 3 | 0 | 1 | 6  | 1  | +5   |  | Kazma Sporting Club        |  | 0-1 | 3-0 | 1-0 | 2-0 |
| 2    | Al-Hilal FC         | 5   | 4 | 2 | 1 | 1 | 6  | 3  | +3   |  | Al-Hilal FC                |  |     | 2-3 | 0-0 | 3-0 |
| 3    | Al Muharraq Club    | 4   | 4 | 2 | 0 | 2 | 5  | 7  | -2   |  | Al Muharraq Club           |  |     |     | 0-1 | 2-1 |
| 4    | Al Nasr Dubaï       | 3   | 4 | 1 | 1 | 2 | 3  | 4  | -1   |  | Al Nasr Dubaï              |  |     |     |     | 2-3 |
| 5    | Fanja Club          | 2   | 4 | 1 | 0 | 3 | 4  | 9  | -5   |  | Fanja Club                 |  |     |     |     |     |

### Groupe 3
- Matchs disputés à Dacca au Bangladesh.

| Rang | Équipe                 | Pts | J | G | N | P | Bp | Bc | Diff |  | Résultats (▼ dom., ► ext.) |  |     |     | Drapeau du Népal |      |
| ---- | ---------------------- | --- | - | - | - | - | -- | -- | ---- |  | -------------------------- |  | --- | --- | ---------------- | ---- |
| 1    | Al Rasheed             | 8   | 4 | 4 | 0 | 0 | 23 | 2  | +21  |  | Al Rasheed                 |  | 2-0 | 5-1 | 6-1              | 10-0 |
| 2    | Mohun Bagan            | 5   | 4 | 2 | 1 | 1 | 12 | 6  | +6   |  | Mohun Bagan                |  |     | 2-2 | 6-1              | 4-1  |
| 3    | Mohammedan SC          | 5   | 4 | 2 | 1 | 1 | 12 | 10 | +2   |  | Mohammedan SC              |  |     |     | 6-2              | 3-1  |
| 4    | Manang Marsyangdi Club | 2   | 4 | 1 | 0 | 3 | 8  | 19 | -11  |  | Manang Marsyangdi Club     |  |     |     |                  | 4-1  |
| 5    | Pakistan Air Force FC  | 0   | 4 | 0 | 0 | 4 | 3  | 21 | -18  |  | Pakistan Air Force FC      |  |     |     |                  |      |

### Groupe 4
- Matchs disputés à Malé, aux Maldives.

| Rang | Équipe          | Pts | J | G | N | P | Bp | Bc | Diff |  | Résultats (▼ dom., ► ext.) |  |     |     |
| ---- | --------------- | --- | - | - | - | - | -- | -- | ---- |  | -------------------------- |  | --- | --- |
| 1    | Bangkok Bank FC | 3   | 2 | 1 | 1 | 0 | 7  | 0  | +7   |  | Bangkok Bank FC            |  | 0-0 | 7-0 |
| 2    | Air Force SC    | 2   | 2 | 0 | 2 | 0 | 1  | 1  | 0    |  | Air Force SC               |  |     | 1-1 |
| 3    | Victory SC      | 1   | 3 | 0 | 1 | 1 | 1  | 8  | -7   |  | Victory SC                 |  |     |     |

### Groupe 5
- Matchs disputés à Bandung, en Indonésie.

| Rang | Équipe                      | Pts | J | G | N | P | Bp | Bc | Diff |  | Résultats (▼ dom., ► ext.)  |  |     |     |     |
| ---- | --------------------------- | --- | - | - | - | - | -- | -- | ---- |  | --------------------------- |  | --- | --- | --- |
| 1    | Kuala Lumpur FA             | 5   | 3 | 2 | 1 | 0 | 10 | 1  | +9   |  | Kuala Lumpur FA             |  | 2-0 | 3-0 | 5-1 |
| 2    | PS Krama Yudha Tiga Berlian | 4   | 3 | 2 | 0 | 1 | 8  | 3  | +5   |  | PS Krama Yudha Tiga Berlian |  |     | 3-0 | 5-1 |
| 3    | Tiong Bahru CSC             | 3   | 3 | 1 | 1 | 1 | 3  | 5  | -2   |  | Tiong Bahru CSC             |  |     |     | 3-2 |
| 4    | Kota Rangers FC             | 0   | 3 | 0 | 0 | 3 | 4  | 16 | -12  |  | Kota Rangers FC             |  |     |     |     |

### Groupe 6
- Matchs disputés à Dalian, en Chine.

| Rang | Équipe             | Pts | J | G | N | P | Bp | Bc | Diff |  | Résultats (▼ dom., ► ext.) |  |     |     |
| ---- | ------------------ | --- | - | - | - | - | -- | -- | ---- |  | -------------------------- |  | --- | --- |
| 1    | Bayi Football Team | 4   | 2 | 2 | 0 | 0 | 5  | 0  | +5   |  | Bayi Football Team         |  | 2-0 | 3-0 |
| 2    | April 25 SC        | 2   | 2 | 1 | 0 | 1 | 2  | 3  | -1   |  | April 25 SC                |  |     | 2-1 |
| 3    | Hap Kuan           | 0   | 2 | 0 | 0 | 2 | 1  | 5  | -4   |  | Hap Kuan                   |  |     |     |

### Groupe 7
| Équipe 1       | Résultat | Équipe 2   | Aller | Retour |
| -------------- | -------- | ---------- | ----- | ------ |
| South China AA | 0 - 3    | Yomiuri FC | 0 - 1 | 2 - 0  |

## Phase finale

### Groupe 1
- Matchs disputés à Riyad, en Arabie saoudite.

| Rang | Équipe          | Pts | J | G | N | P | Bp | Bc | Diff |  | Résultats (▼ dom., ► ext.) |  |     |     |
| ---- | --------------- | --- | - | - | - | - | -- | -- | ---- |  | -------------------------- |  | --- | --- |
| 1    | Al-Hilal FC     | 4   | 2 | 2 | 0 | 0 | 6  | 1  | +5   |  | Al-Hilal FC                |  | 2-1 | 4-0 |
| 2    | Al Rasheed      | 2   | 2 | 1 | 0 | 1 | 7  | 3  | +4   |  | Al Rasheed                 |  |     | 6-1 |
| 3    | Bangkok Bank FC | 0   | 2 | 0 | 0 | 2 | 1  | 10 | -9   |  | Bangkok Bank FC            |  |     |     |

### Groupe 2
- Matchs disputés à Kuala Lumpur, en Malaisie.

| Rang | Équipe              | Pts | J | G | N | P | Bp | Bc | Diff |  | Résultats (▼ dom., ► ext.) |  |     |     |     |
| ---- | ------------------- | --- | - | - | - | - | -- | -- | ---- |  | -------------------------- |  | --- | --- | --- |
| 1    | Yomiuri FC          | 4   | 3 | 2 | 0 | 1 | 4  | 2  | +2   |  | Yomiuri FC                 |  | 0-1 | 2-1 | 2-0 |
| 2    | Kuala Lumpur FA     | 4   | 3 | 1 | 2 | 0 | 3  | 2  | +1   |  | Kuala Lumpur FA            |  |     | 1-1 | 1-1 |
| 3    | Kazma Sporting Club | 3   | 3 | 1 | 1 | 1 | 3  | 3  | 0    |  | Kazma Sporting Club        |  |     |     | 1-0 |
| 4    | Bayi Football Team  | 1   | 3 | 0 | 1 | 2 | 1  | 4  | -3   |  | Bayi Football Team         |  |     |     |     |

### Finale
| Équipe 1   | Résultat | Équipe 2            | Aller | Retour |
| ---------- | -------- | ------------------- | ----- | ------ |
| Yomiuri FC | -        | Al-Hilal FC forfait | -     | -      |